# Silvarrey
Silvarrey (llamada oficialmente San Xoán de Silvarrei) es una parroquia y una aldea española del municipio de Otero de Rey, en la provincia de Lugo, Galicia.

## Otras denominaciones
La parroquia también es conocida por el nombre de San Juan de Silvarrei.

## Geografía
Un arroyo de pequeñas dimensiones atraviesa la parroquia, denominado Rego de Santa Marta, cuyo nacimiento se origina en una parroquia colindante llamado O Hedrado, poco después de su nacimiento confluye con él su primer afluente, el Rego da Pontella. Tras atravesar la parroquia de Silvarrey recibe el caudal de varios afluentes como el Rego de Muxa o Rego Piñeiro. Casi en el final de su curso confluye con el Regato do Cepelo para formar el Río Pequeno que termina desembocando en el Río Miño.

## Organización territorial
La parroquia está formada por cinco entidades de población, constando cuatro de ellas en el anexo del decreto en el que se aprobó la actual denominación oficial de las entidades de población de la provincia de Lugo:

### Entidades de población
Entidades de población que forman parte de la parroquia:
- Cabanas
- Constante
- Pape
- Silvarrei

### Despoblado
Despoblado que forma parte de la parroquia:
- Leiros Largos

## Demografía

### Parroquia
| Gráfica de evolución demográfica de Silvarrey (parroquia) entre 2000 y 2020 |
|                                                                             |
| Datos según el nomenclátor publicado por el INE.                            |

### Aldea
| Gráfica de evolución demográfica de Silvarrei (aldea) entre 2000 y 2020 |
|                                                                         |
| Datos según el nomenclátor publicado por el INE.                        |

## Patrimonio
En la parroquia apareció un bifaz del periodo Achelense (500.000 - 95.000 a. C.). Es una zona con importante presencia de mámoas (entre 15 y 20 túmulos fueron localizados cerca de las aldeas de Constante y Silvarrey, así como en el Monte de "Tralas Rozas").
El "Camiño Vello" o "Camiño Real" atraviesa el barrio de Constante, donde se conserva parte de un pequeño puente de construcción antigua.

## Festividades
- San Xoán en el mes de junio.
- Antiguamente se celebraba las fiestas de Santa Marta, que se recuperó hace tres años, y la Ascensión.